# Helio Gallardo
Helio Gallardo Martínez (Osorno, Chile, 1942) es un filósofo y escritor chileno, conocido por sus estudios sobre la realidad social y la política popular en Latinoamérica. Desde 1973 reside en Costa Rica, donde ha sido profesor de la Universidad de Costa Rica (UCR), de la Universidad Nacional de Costa Rica (UNA) y de la Universidad Estatal a Distancia (UNED).

## Biografía
Estudió Filosofía en la Universidad de Chile. Fungió como profesor en la Universidad de Chile y en la Universidad Católica de Chile. Se exilió a Costa Rica en 1973, tras el golpe de Estado encabezado por el general Augusto Pinochet contra el gobierno de Salvador Allende. 
Gallardo fue integrante de los equipos de investigación y de formación del Departamento Ecuménico de Investigaciones (DEI) donde se ocupó de los movimientos e ideas políticas latinoamericanas. En estos campos ha publicado: Mitos e ideologías en el proceso político chileno (EUNA, 1979), Pensar en América Latina (EUNA, 1981), Teoría y crisis en América Latina (Nueva Década, 1985), Elementos de política en América Latina (DEI, 1986), Fundamentos de Formación Política. Análisis de coyuntura (DEI,1988) y Actores y procesos políticos latinoamericanos (DEI, 1989).
También se ha interesado en la comprensión sobre el marxismo, socialismo histórico, globalización, Derechos Humanos, procesos de democratización y temas ecuménicos. 
Aunado a su labor docente y de investigación ha publicado y/o publica artículos de opinión en el Semanario Universidad y Ojo - Mirada a la actualidad. También colabora con las revistas América Libre (Argentina), SurDa (Chile), Nuevaamerica (Brasil) y América Latina en movimiento (Ecuador). 
Desde el 2001 ha publicado tres libros de poemas con la Editorial Perro Azul: Adquisición de un automóvil, Para subir al Jomalú y All ¿Together? Now. Adriano Corrales Arias define su poesía como descarnada, política y contracorriente.
Actualmente funge como profesor de la Escuela Ecuménica de Ciencias de la Religión de la Universidad Nacional de Costa Rica (UNA) profesor catedrático de la Escuela de Filosofía y Letras de la Universidad de Costa Rica (UCR) y profesor de la Universidad Estatal a Distancia (UNED).

## Reconocimientos
Para el período 2013-2014 es galardonado con el Premio Nacional Aquileo J. Echeverría con la obra Antropología: la autoproducción humana (EUNED, 2013) en la categoría de libro no ubicable. 
Obtuvo dos veces el Premio de Ensayo del Concurso UNA-Palabra con sus estudios Mitos e ideología en el proceso político chileno y Pensar en América Latina, ambos títulos editados por la UNA. 

## Obras
Libros
- Mitos e ideología en el proceso militar chileno. Heredia, Costa Rica: Editorial UNA. (1979)
- La revolución cubana 1953-1962: diez años de desarrollo ideológico. En Praxis n.º 4. Heredia, Costa Rica: Universidad Nacional (197?)
- Pensar en América Latina. Heredia, Costa Rica: Editorial UNA (1981)
- Fundamentos de comprensión de lectura. San José, Costa Rica: Editorial Nueva Década (1982)
- Teoría y crisis en América Latina. San José, Costa Rica: Editorial Nueva Década (1985) (?)
- Cultura, política, Estado. San José, Costa Rica: Editorial Nueva Década (1985)
- Elementos de política en América Latina. San José, Costa Rica: Editorial DEI (1986)
- Actores y procesos políticos latinoamericanos. San José, Costa Rica: Editorial DEI (1989)
- Pinochet procesado. San José, Costa Rica: Editorial Nueva Década (1989) (?)
- Marxismo y conocimiento: un enfoque no filosófico en conocimiento y poder. San José, Costa Rica: Editorial Nueva Década (198?)
- Fundamentos de formación política. Análisis de coyuntura. San José, Costa Rica: Editorial DEI (1990)
- Crisis del socialismo histórico. Ideologías y desafíos. San José, Costa Rica: Editorial DEI (1991)
- Elementos de investigación académica. San José, Costa Rica: Editorial UNED (1991)
- Líderes, movimientos sociales y partidos políticos. Heredia, Costa Rica: Editorial UNA (1992)
- 500 años: Fenomenología del mestizo. Violencia y resistencia. San José, Costa Rica: Editorial DEI (1993)
- Vigencia y mito de Ernesto Che Guevara. San José, Costa Rica: Editorial UCR (1997)
- Vigencia y mito de Ernesto Che Guevara. Santiago, Chile: Colectivo de Educación Popular Juvenil Newence (1997)
- Habitar la tierra. Bogotá, Colombia: Asamblea del Pueblo de Dios (1997)
- Castro/Pinochet. San José, Costa Rica: Ediciones Perro Azul (1999)
- Globalización, lucha social, derechos humanos. San José, Costa Rica: Ediciones Perro Azul (1999)
- El fundamento social de la esperanza. Quito, Ecuador: Idepaz - Escuela de formación de laicos y laicas. Vicaría de Quito (1999)
- Política y transformación social. Discusión Sobre Derechos humanos. Quito, Ecuador: Tierra Nueva (2000)
- Abisa a los compañeros pronto. San José, Costa Rica: Centro de Estudios Ecuménicos/Sindicato de Empleados de la Universidad de Costa Rica/Ediciones Perro Azul (2000)
- El fundamento social de la esperanza. Ciudad de México, México: Grito de los Excluidos/As (2000)
- ¿A quién podría importarle que el marxismo sobreviva?. En ¿Sobrevivirá el marxismo? (varios autores). San José Costa Rica: Editorial UCR (2001)
- Habitar la tierra. Ciudad de México, México: Centro de Estudios Ecuménicos (2004)
- Siglo XXI: Militar en la izquierda. San José, Costa Rica: Editorial Arlekín (2005)
- Derechos humanos como movimiento social. Bogotá, Colombia: Ediciones desde abajo (2006)
- Siglo XXI: Producir un mundo. San José, Costa Rica: Editorial Arlekín (2006)
- Democratización y democracia en América Latina. Bogotá, Colombia: Ediciones desde abajo (2007)
- Democratización y democracia en América Latina. San Luis Potosí, México: Comisión Estatal de Derechos Humanos: Facultad de Derecho de la Universidad Autónoma de San Luis Potosí (2008)
- Teoría crítica: matriz y posibilidad de derechos humanos. Murcia, España: David Sánchez Rubio Editor (2008)
- Crítica social del evangelio que mata. Introducción al pensamiento de Juan Luis Segundo. Heredia, Costa Rica: Escuela Ecuménica de Ciencias de la Religión - Universidad Nacional (2011)
- América Latina/Honduras. Golpe de Estado y aparatos clericales. Bogotá, Colombia: Ediciones desde abajo (2011)
- América Latina/Honduras. Golpe de Estado y aparatos clericales. San José, Costa Rica: Editorial Arlekín (2011)
- Antropología: la autoproducción humana. San José, Costa Rica: EUNED (2013).
- América Latina: Economía libidinal, religiosidades. San José, Costa Rica: Germinal (2014).
- Teoría Crítica: matriz e possibilidade de Direitos Humanos. Sao Paulo, Brasil: Unesp (2014).
- América Latina: Producir la Torre de Babel. Sao José, Costa Rica: Arlekín (2015).

Poemarios:
- Adquisición de un automóvil. San José, Costa Rica: Ediciones Perro Azul (2001)
- Para subir al Jomalú. San José, Costa Rica: Ediciones Perro Azul (2002)
- All ¿Together? Now. San José, Costa Rica: Ediciones Perro Azul (2007)

Ensayos publicados en la Revista Pasos del Departamento Ecuménico de Investigaciones - Editorial DEI
Segunda época
- N.º 15 (enero-febrero de 1988): La democracia como concepto y valor político en América Latina y el Caribe.
- N.º 16 (marzo-abril de 1988). El pueblo como actor y como sujeto histórico.
- N.º 19 (septiembre-octubre de 1988). Violencia y terror en política: Elementos para su consideración ética.
- N.º 24 (septiembre-octubre de 1989). Tres formas de lectura de los fenómenos políticos latinoamericanos.
- N.º 26 (noviembre-diciembre de 1989). La Revolución Francesa y el pensamiento político.
- N.º 27 (enero-febrero de 1990). Francis Fukuyama y el triunfo del capitalismo burgués. ¿El final de la historia o el deseo de finalizar el ser humano? y La derrota del Frente Sandinista de Liberación Nacional en Nicaragua.
- N.º 28 (marzo-abril de 1990). Francis Fukuyama: El final de la historia y el tercer mundo.
- N.º 31 (septiembre-octubre de 1990). Cinco mitos en torno a la crisis del socialismo histórico.
- N.º 36 (julio-agosto de 1990). Notas para una discusión sobre los nuevos actores sociales.
- N.º 39 (enero-febrero de 1992). La crisis del socialismo histórico y América Latina.
- N.º 44 (noviembre-diciembre de 1992). Sobre la revolución.
- N.º 46 (marzo-abril de 1993). El proceso revolucionario cubano: cuestiones fundamentales.
- N.º 50 (noviembre-diciembre de 1993). Elementos para una discusión sobre la izquierda política en América Latina.
- N.º 54 (julio-agosto de 1994). Notas sobre la situación mundial observada desde América Latina.
- N.º 56 (noviembre-diciembre de 1994). La Teología de la Liberación como pensamiento latinoamericano.
- N.º 57 (enero-febrero de 1995). Notas sobre la sociedad civil.
- N.º 59 (mayo-junio de 1995). América Latina en la década de los noventa.
- N.º 61 (septiembre-octubre de 1995). Capitalismo y desarrollo sostenible.
- N.º 63 (enero-febrero de 1996). Globalización / reforma del Estado y sector campesino.
- N.º 65 (mayo-junio de 1996). Elementos de política en América Latina.
- N.º 66 (julio-agosto de 1996). Habitar la tierra – A la memoria de Juan Luis Segundo.
- N.º 68 (noviembre-diciembre de 1996). Democratización y democracia en América Latina.
- N.º 125 (mayo-junio de 2006). Revolución y cultura política en América Latina.
- N.º 129 (mayo-junio de 2006). Bolivia: una experiencia de izquierda alternativa.
- N.º 143 (mayo-junio de 2006). Cuestiones latinoamericanas del golpe de Estado en Honduras.
- N.º 147 (enero-febrero de 2010). El resultado electoral chileno y el desafío democrático en América Latina.

Tercera época
- N.º 151 (mayo-junio de 2011). Crisis de civilización: Gadafi, Obama, Rebeliones Árabes y América Latina.
- N.º 152 (julio-septiembre 2011). El pueblo como actor político y como sujeto histórico.
- N.º 155 (abril-junio de 2012). Un artículo acerca de Cuba en el siglo XXI.

Pasos – Número Especial
- 1-1991. La guerra en el Golfo Pérsico; política y ética.
- 2-1992. Presentación.
- 3-1993. Radicalidad de la teoría y sujeto popular en América Latina.
- 4-1994. Presentación.
- 5-1995. La Teología de la Liberación como pensamiento latinoamericano.
- 6-1996. Hablan los jóvenes - Jóvenes y juventud: una presentación.